# Greenfield, Wisconsin
Greenfield är en stad i Milwaukee County i Wisconsin i USA. Vid 2010 års folkräkning hade Greenfield 36 720 invånare.

## Kända personer från Greenfield
- Alan Kulwicki, racerförare
- May Wright Sewall, kvinnosaksaktivist